# 柳田剛彦
柳田 剛彦（やなぎだ たけひこ、1939年（昭和14年）10月14日 - ）は、日本の政治家。元長野県小諸市長（1期）。

## 来歴
- 1939年 - 長野県小諸市に生まれる。
- 1957年 - 長野県上田松尾高等学校（現・長野県上田高等学校）卒業[1]。
- 1958年 - （株）柳良に入社[1]。
- 1991年 - （株）柳良の代表取締役社長就任[1]。
- 1993年 - 小諸商工会議所副会頭（ - 1999年）[1]。
- 2012年 - 4月15日、小諸市長市長選挙に出馬。民主党・自民党・公明党の推薦を受けた現職の芹沢勤を破り初当選[2]。
- 2016年 - 1月17日、支持組織が固まらなかったため1期目にして市長選への出馬を断念[3]。